# Murovanne, Sokal
Murovanne (în ucraineană Мурованне) este localitatea de reședință a comunei Murovanne din raionul Sokal, regiunea Liov, Ucraina.

## Demografie
Componența lingvistică a localității Murovanne
     Ucraineană (99,46%)
     Alte limbi (0,27%)
Conform recensământului din 2001, majoritatea populației localității Murovanne era vorbitoare de ucraineană (99,46%), existând în minoritate și vorbitori de alte limbi.